# Relleu al carrer Ramon Turró
Relleu al carrer Ramon Turró és un relleu d'alabastre de Girona que forma part de l'Inventari del Patrimoni Arquitectònic de Catalunya.

## Descripció
És un relleu d'alabastre que representa els sants Cosme i Damià. Presenta una part molt treballada en la que hi figuren els dos Sants. El conjunt és emmarcat per carreus de pedra ben tallats, una llosa motllurada forma l'ampit i el guardapols és motllurat.

## Història
Havia estat situat a l'antic edifici de Can Batlle, al c/ de la Séquia, al costat de l'edifici de les Aigües. Segons Narcís Batlle, hi fou posat a la dècada dels anys 40 del segle passat. Si fos així, és probable que el relleu procedís de la capella que els Sants Metges tenien dedicada al convent de Franciscans enderrocat en aquelles dates i situat al costat mateix de Can Batlle. Si fos aquest cas es podria tractar d'un autèntic relleu gòtic, però és possible que sigui una imitació del segle xix.
L'any 1940 fou col·locat al seu emplaçament actual, en una façana de poc interès. Can Batlle fou enderrocat l'any 1940 i per aquest motiu el relleu fou traslladat al nou edifici fet pels Batlle al c/ Ramon Turró, només amb planta i pis. Fa uns anys s'hi afegiren més plantes.